# Ladovica
Ladovica (en serbe cyrillique : Ладовица) est un village de Serbie situé dans la municipalité de Vlasotince, district de Jablanica. Au recensement de 2011, il comptait 807 habitants.

## Démographie
| 1948  | 1953  | 1961  | 1971  | 1981  | 1991 | 2002 | 2011 |
| ----- | ----- | ----- | ----- | ----- | ---- | ---- | ---- |
| 1 085 | 1 133 | 1 069 | 1 010 | 1 018 | 974  | 904  | 807  |

|  |